# Bo Milton Andersen
Bo Milton Westfall Andersen (* 27. September 1974) ist ein dänischer Handballtrainer, der die litauische Frauen-Handballnationalmannschaft trainierte.

## Karriere
Bo Milton Andersen spielte in seiner Jugend Handball, Fußball und Schach. Später war er in seiner Heimat als Handballtrainer von Mädchenmannschaften sowie als Co-Trainer der Frauenmannschaft von IF Stjernen tätig. In der Saison 2012/13 trainierte Andersen den deutschen Frauen-Zweitligisten SC Greven 09. Zwischen Juni und Oktober 2013 war er für den Männer-Drittligisten TG Münden verantwortlich. Im Januar 2014 übernahm Andersen das Traineramt des Frauen-Bundesligisten SG BBM Bietigheim, den er bis zum November 2014 trainierte.
Bo Milton Andersen war ab Oktober 2015 beim norwegischen Verein Bravo HK als Haupttrainer tätig. Im August 2016 übernahm er zusätzlich das Traineramt der litauischen Frauen-Nationalmannschaft. Zum Jahresende 2016 beendete er seine Tätigkeit bei Bravo HK. Anschließend übernahm er die Frauenmannschaft von DHG Odense, die im Jahr 2018 unter seiner Leitung in die zweithöchste dänische Spielklasse aufstieg. Im Februar 2019 wurde sein Vertrag mit dem litauischen Handballverband in beiderseitigem Einvernehmen aufgelöst. Im Dezember 2022 beendete er seine Tätigkeit bei der DHG Odense.